# 피플스 초이스상

피플스 초이스상(People's Choice Awards)는 CBS와 프록터 앤 갬블이 1975년부터 실시하고있는 텔레비전, 음악, 영화 상이다.

## 시상식
| #    | 날짜            |      | #               | 날짜 |                  | # | 날짜 |
| ---- | --------------- | ---- | --------------- | ---- | ---------------- | - | ---- |
| 1회  | 1975년 3월 3일  | 21회 | 1995년 3월 5일  | 41회 | 2015년 1월 7일   |   |      |
| 2회  | 1976년 2월 19일 | 22회 | 1996년 3월 10일 | 42회 | 2016년 1월 6일   |   |      |
| 3회  | 1977년 2월 10일 | 23회 | 1997년 1월 12일 | 43회 | 2017년 1월 18일  |   |      |
| 4회  | 1978년 2월 20일 | 24회 | 1998년 1월 11일 | 44회 | 2018년 11월 11일 |   |      |
| 5회  | 1979년 3월 7일  | 25회 | 1999년 1월 13일 | 45회 | 2019년 11월 10일 |   |      |
| 6회  | 1980년 1월 24일 | 26회 | 2000년 1월 9일  | 46회 | 2020년 11월 15일 |   |      |
| 7회  | 1981년 3월 8일  | 27회 | 2001년 1월 7일  | 47회 | 2021년 12월 7일  |   |      |
| 8회  | 1982년 3월 18일 | 28회 | 2002년 1월 13일 |      |                  |   |      |
| 9회  | 1983년 3월 17일 | 29회 | 2003년 1월 12일 |      |                  |   |      |
| 10회 | 1984년 3월 15일 | 30회 | 2004년 1월 11일 |      |                  |   |      |
| 11회 | 1985년 3월 12일 | 31회 | 2005년 1월 9일  |      |                  |   |      |
| 12회 | 1986년 3월 13일 | 32회 | 2006년 1월 10일 |      |                  |   |      |
| 13회 | 1987년 3월 14일 | 33회 | 2007년 1월 9일  |      |                  |   |      |
| 14회 | 1988년 3월 13일 | 34회 | 2008년 1월 8일  |      |                  |   |      |
| 15회 | 1989년 8월 23일 | 35회 | 2009년 1월 7일  |      |                  |   |      |
| 16회 | 1990년 3월 11일 | 36회 | 2010년 1월 6일  |      |                  |   |      |
| 17회 | 1991년 3월 11일 | 37회 | 2011년 1월 5일  |      |                  |   |      |
| 18회 | 1992년 3월 17일 | 38회 | 2012년 1월 11일 |      |                  |   |      |
| 19회 | 1993년 3월 17일 | 39회 | 2013년 1월 9일  |      |                  |   |      |
| 20회 | 1994년 3월 8일  | 40회 | 2014년 1월 8일  |      |                  |   |      |